# Aréfino
Aréfino (en rus: Арефино) és un poble de l'óblast de Vladímir, a Rússia, segons el cens del 2010 tenia 18 habitants. Pertany al districte de Kirjatx.